# Винокурова, Людмила Петровна
Людми́ла Петро́вна Виноку́рова (16 сентября (3 сентября) 1894, Кронштадт — 16 февраля 1972, Ленинград) — филолог, профессор. Труды по английскому языку, германистике, теории грамматики.

## Биография
Родилась 3/16.09.1894 г. в Кронштадте. Отец — полковник по Адмиралтейству Пётр Васильевич Винокуров, мать — Мария Павловна Винокурова (урожденная Долинянская). Крещена 12.09.1894 г. в Кронштадтском Андреевском соборе.
Окончила семь и восьмой дополнительный класс Петровской женской гимназии в Санкт-Петербурге (аттестат от 23.05.1912). Выдержала испытание на звание домашней учительницы по английскому языку. В период 8.01 — 19.03.1913 г. прослушала курс лекций по английскому языку, литературе и истории в Норгем-холл-колледже в Оксфорде по программе «Study of English in Oxford by Foreign Women Students». Повышала квалификацию в Оксфорде в 1929 г.
С 15.08.1915 по 1.04.1918 — переводчик в Русско-Американской торговой палате (Воскресенский пр-т, д. 13, кв. 6). Не совсем понятно, каким образом Л. В. исполняла эту должность, так как в 1915—1916 гг. она находилась на театре военных действий. В ее личном деле хранится выданная для предоставления в Российско-Американскую торговую палату справка от 28.10.1917 о том, что Л. В. является сестрой милосердия при Обществе Красного Креста.
4 сентября 1914 г. поступила и 11.01.1915 г. окончила с отличной оценкой на экзамене четырехмесячные курсы сестер милосердия при Общине Св. Евгении. 29.01.1915 она получает назначение в резерв сестрой милосердия во Второй головной эвакопункт Северо-Западного фронта в г. Цеханов. 22.06.1915 отправлена в Варшавский резерв СЗФ. 29.06.1915 прибыла в 101 запасной госпиталь (г. Луков).
14.01.1916 назначена в 365 Полевой подвижный госпиталь (г. Свияжск) и. о. старшей сестры резерва. В феврале 1916 г. заразилась сыпным тифом, после выздоровления 14.04 уволена в отпуск в Ялту на два месяца. 12.06.1916 г. командирована в Первый Евгенинский этапный лазарет Красного Креста. 13.06.1916 откомандирована в распоряжение Особоуполномоченного Об-ва Красного Креста при 10 армии. 30.06.1916 ходатайствовала о переводе с Западного на Северный фронт и 15.07.1916 откомандирована в резерв сестер милосердия при Главном уполномоченном ОКК Северного района (зачислена 23.07.1916). 9.08.1916 назначена для изучения прививок сыпного тифа в распоряжение приват-доцента А. И. Бердникова в Петрограде. Наконец, 12.08.1916 подает прошение по домашним обстоятельствам отчислить ее в Общину Св. Евгении.
С октября 1918 по январь 1920 — секретарь иностранной секции Центрального информационного бюро. С 02.02.1920 — делопроизводитель и переводчик отдела информации в Петроградском отделении Исполнительного комитета Коминтерна, с 1.08 по 15.12.1922 — заведующая английской секцией. Уволилась по ликвидации отдела. 10.05.1923 — 6.02.1924 — переводчик-машинистка в Портовом агентстве Доброфлота (Гутуевский о-в, Межевой канал, 5).
В 1923 г. начинается педагогическая карьера Л. В. С января 1923 по сентябрь 1925 она — преподаватель в Фонетическом институте практического изучения иностранных языков (пр-т 25-го Октября, 13) с заработной платой, по данным расчетной книжки, в декабре 1923 — 30 к. в час, в январе 1924 — 50 к. в час, в марте 1924 — 60 к. в час. С сентября 1925 г. преподавала в Политехническом институте (электромеханический и экономический факультеты). В мае 1926 преподавала английский язык также при Первых Ленинградских курсах иностранных языков и стенографии. С 9.07.1930 по 5.02.1935 — заведующая кафедрой иностранных языков в должности профессора в Ленинградском планово-экономическом институте. С 13.05.1934 — доцент по кафедре иностранных языков.
С 1.01.1934 по 16.01.1938 — преподаватель английского языка в Ленинградском ин-те красной профессуры (ул. Халтурина, 5). Уволена в связи с ликвидацией ин-та.
В декабре 1938 — преподаватель Ленинградского гос. педагогического ин-та иностранных языков (ул. Смольного, 3). С 1935 г. преподавала в Ленинградском государственном ун-те.
Во время Великой Отечественной войны, весной 1942 г., вместе с филологическим факультетом (в 1942—1944 гг. — исполняющая обязанности заведующей кафедрой иностранных языков) эвакуировалась в Саратов (общежитие ЛГУ в здании гостиницы «Россия» по адресу Кировский пр-т, д. 18), где организовала методическое объединение преподавателей английского языка. Аналогичное, но уже межвузовское, объединение было организовано ей и в Ленинграде по возвращении из эвакуации. Наконец, в 1947 г. она организовала также курсы повышения квалификации при ЛГУ для желающих сдать кандидатский минимум. Руководила лекторием при кафедре английской филологии ЛГУ, организованной в 1948 г. Защитила диссертацию на степень канд. ф. н. (решение ВАК от 30.06.1945) при Ученом совете Ленинградского гос. педагогического ин-та им. А. И. Герцена.
В 1948 (1951) г. награждена орденом Ленина.
На начало 1972 г. — доцент кафедры английской филологии Ленинградского гос. ун-та.
Скончалась 16.02.1972 от гипертонии и похоронена на Северном кладбище.

## Награды
- Орден Ленина

## Семья
Семьи не имела. Проживала с семьей сестры Юлии в Санкт-Петербурге — Петрограде по адресу Большая Зеленина ул., 26б (1912), Кузнечный пер., 1 (1913), с матерью на Загородном пр-те, 10 (1913,) с 1914 г. — снова с семьей сестры на Большой Дворянской ул., 14, кв. 25.

## Труды и публикации
- Винокурова Л. П. Грамматика английского языка. Пособие для учителей средней школы. Л.: Учпедгиз, 1954. 344 с.
- Винокурова Л. П. Трудности английского для русских = Difficulties of English for Russians : Пособие для учителей средней школы. Л.: Учпедгиз, 1940. (Изд. 4-е 1948).
- Труды по английской филологии / [ответственный редактор Л. П. Винокурова]. — Ленинград : Издательство Ленинградского университета, 1956. — 174, [2] с. — (Ученые записки. Новая серия; вып. 3)
- Винокурова Л. П. Грамматическая система датского лингвиста О. Есперсена / Л. П. Винокурова, Р. Л. Ковнер // Учёные записки Ленинградского университетта, серия филологических наук. 1958. — Вып. 50, № 262. — С. 32-46.